# Alicia Fuentes
Alicia Fuentes Molina, alias Ali (nacida el 27 de mayo de 1978), es una exfutbolista española que jugó principalmente como centrocampista. Estuvo en su apogeo entre 1997 y 2003, cuando ganó tres ligas españolas y cuatro copas de España y militó en la selección española femenina de fútbol, participando en la Eurocopa de 1997.

## Trayectoria profesional
Nacido en Totalán, Málaga, el primer equipo de Fuentes fue el Atlético Málaga, principal club femenino de la provincia. Con el Atlético ganó tanto el campeonato nacional como la copa nacional en 1998. En el año 2000 fichó por el Levante UD, participando en su época dorada. En sus tres temporadas allí ganó dos ligas y tres copas, y disputó la primera edición de la Copa de la UEFA Femenina.
En 2003 regresó a Andalucía para jugar en el Estudiantes de Huelva. Un año después dejó Estudiantes por el recién ascendido Sevilla FC, que quedó subcampeón del campeonato en 2006. En 2007 dejó el Sevilla fichando por Apolo Properties, un equipo de segunda división con un ambicioso proyecto. Sin embargo, no ascendió y para la siguiente temporada Fuentes regresó a la máxima categoría con el recién ascendido FC Barcelona.
Después de dos años en Barcelona, Fuentes regresó al Atlético Málaga en 2010. Cuando el Málaga descendió en 2012 regresó a Barcelona para jugar en otro equipo recién ascendido, el Levante Las Planas .

## Trayectoria internacional
Fuentes empezó a jugar con España en 1997, justo a tiempo para ser convocado para la Eurocopa de 1997, la primera aparición de España en una fase final. Jugó tres de los cuatro partidos de España, entrando siempre en la segunda parte. Permaneció en la selección cinco años más, disputando sus últimas apariciones en las eliminatorias del Mundial de 2003, mientras jugaba en el Levante UD.
En 2012-13 fue una de las tres jugadoras activas restantes de la selección de la Eurocopa de 1997, junto con Maider Castillo del Levante UD y Vanesa Gimbert del RCD Espanyol.
En 2024 se une al cuerpo directivo del Club Futbol Monterrey como auxiliar técnica para la temporada Clausura 2024 con Rayadas Sub-19
En junio de 2024 toma las riendas del recién creado grupo Rayadas Sub-16, mismo que participó en el Torneo Femenil Chivas 2024, logrando el Subcampeonato del certamen.